# 腹巻

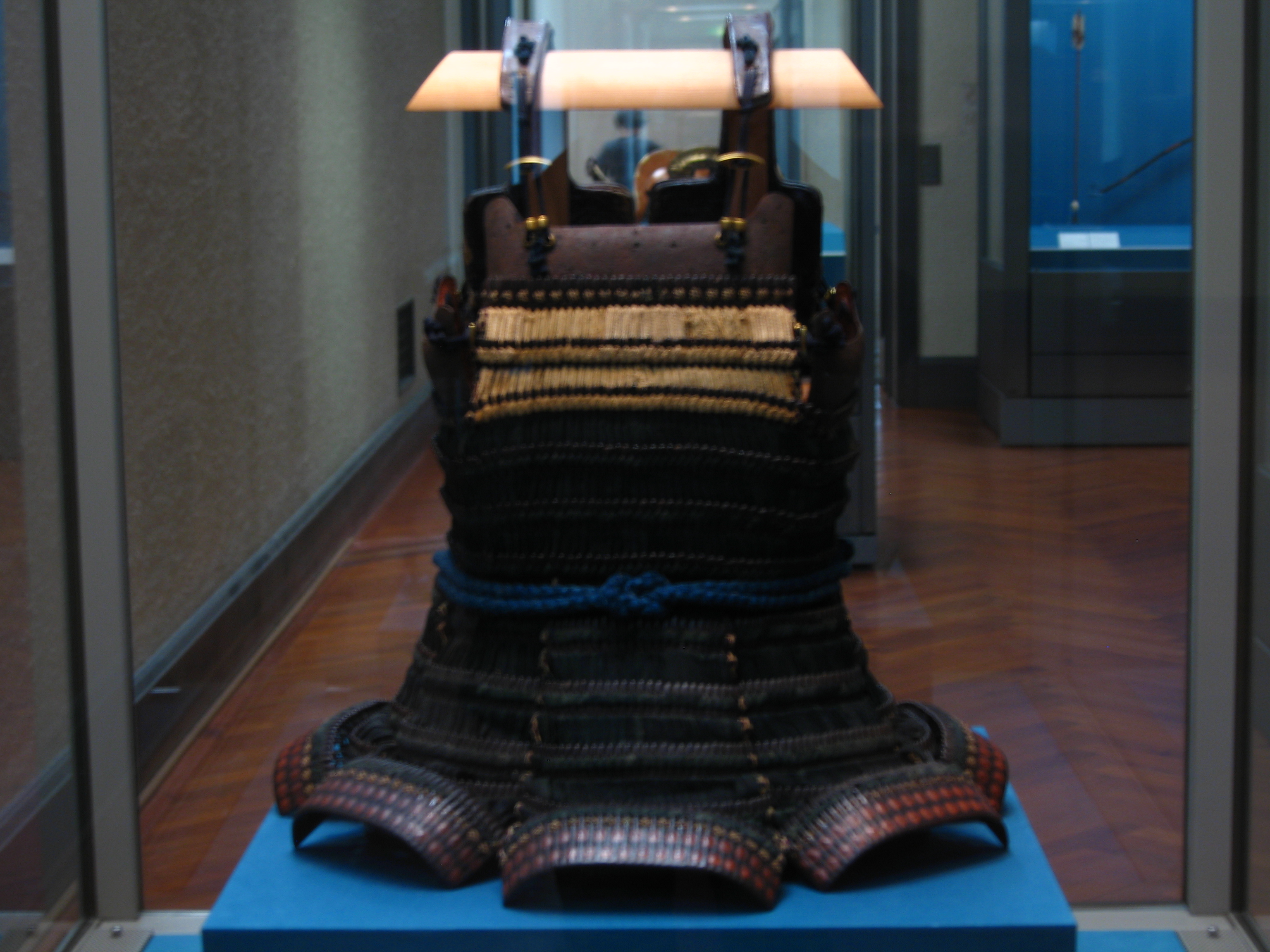
腹巻を正面から見た図（東京国立博物館所蔵・黒革肩白威腹巻）。

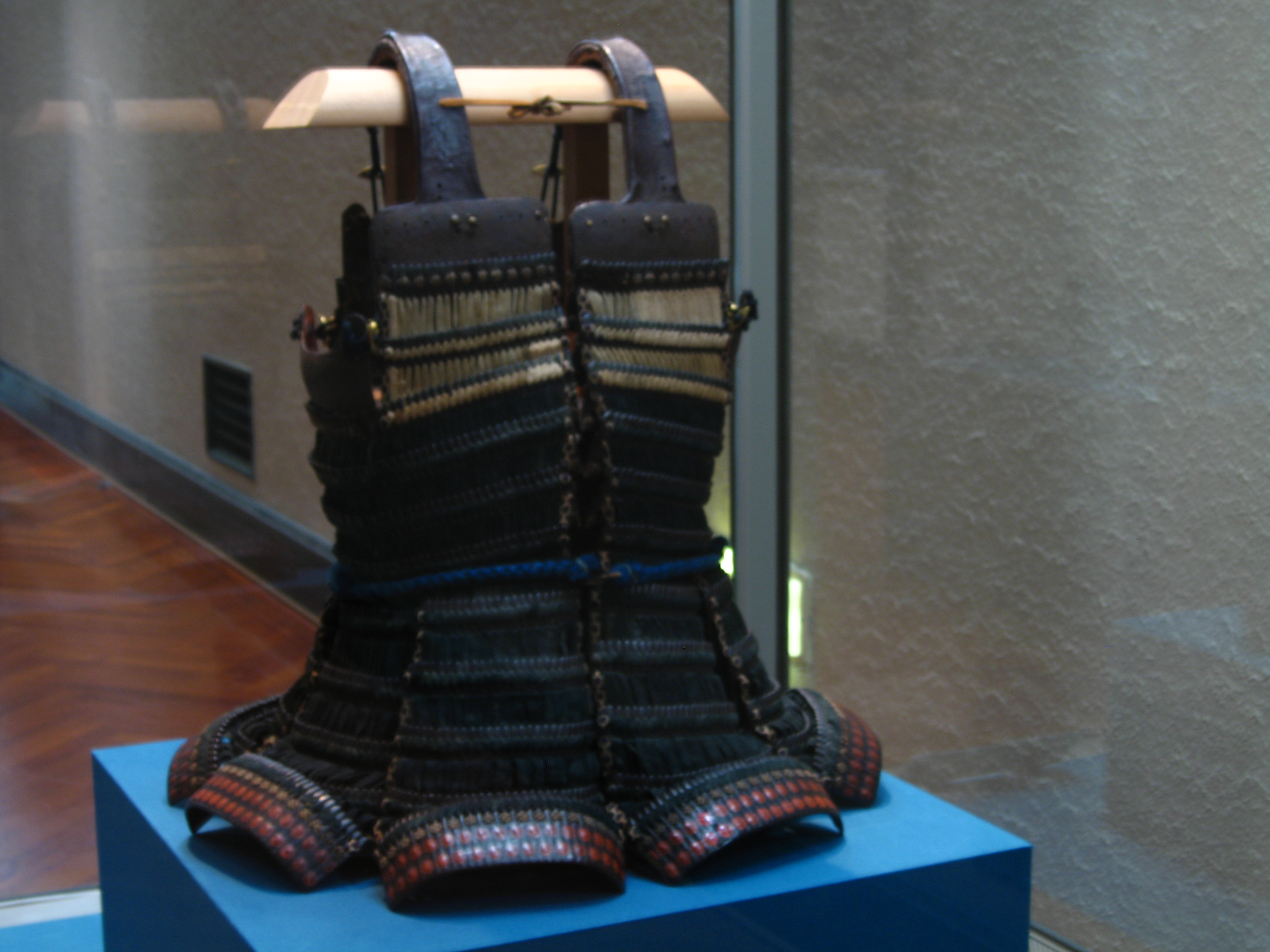
腹巻を後ろから見た図（同上記）。背中の部分が縦に分割されているのが確認できる。

腹巻（はらまき）は、日本の鎧の一形式。

## 概要
腹巻は鎌倉時代後期頃に、簡易な鎧である腹当から進化して生じたと考えられている。徒歩戦に適した軽便な構造のため、元々は主として下級の徒歩武士により用いられ、兜や袖などは付属せず、腹巻本体のみで使用される軽武装であった。しかし、南北朝時代頃から徒歩戦が増加するなど戦法が変化すると、その動きやすさから次第に騎乗の上級武士も着用するようになった。その際に、兜や袖・杏葉などを具備して重装化し、同時に威毛の色を増やすなどして上級武士が使うに相応しい華美なものとなった。
南北朝・室町期には胴丸と共に鎧の主流となるが、安土桃山期には当世具足の登場により衰退する。江戸時代になると、装飾用として復古調の腹巻も作られた。
尚、現在「腹巻」と呼ばれている背中で割れる形式の鎧は、元々「胴丸」と呼ばれていた物であるが、室町時代後期から江戸時代初期頃までにその呼び方が取り違えられ現在に至る。

## 構造

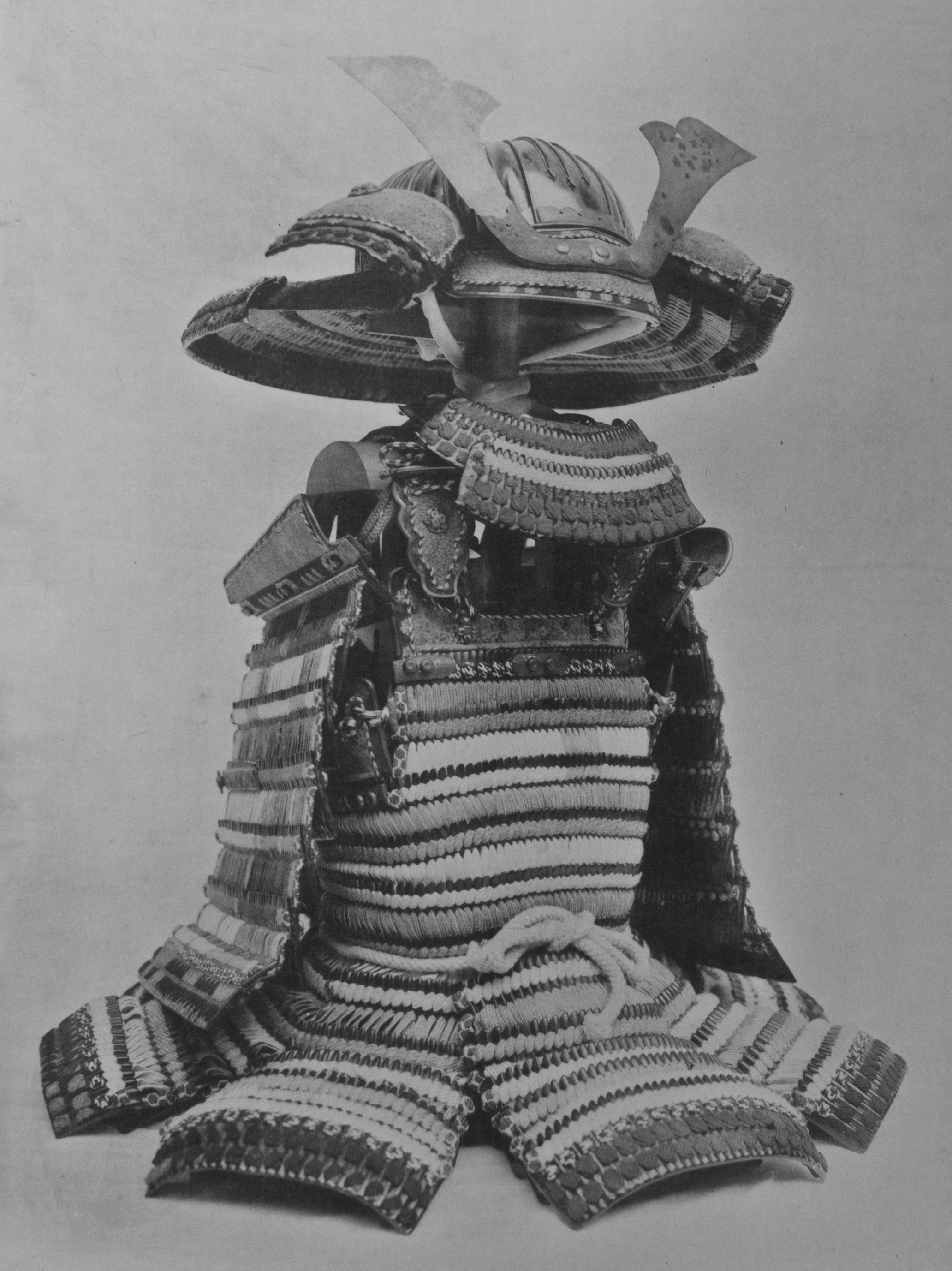
兜や袖などを備えた腹巻（大山祇神社）

大鎧に比べて軽量で簡便な造りであり、腰部が細く身体に密着し、腰から下を防御する草摺も細かく分かれているため足さばきが良く、胴丸と同様に徒歩戦に適した動きやすい鎧である。
革製や鉄製の小板（こざね）を糸や革で繋ぎ合わせ、着用者の胴体を覆い、背中で開閉（引合わせ）する作りとなっている。背部は重ならずに隙間が開いているため、着脱に便利で、着用者の体型により調節もできたが、隙間部分は防御されないのが弱点であった。
この弱点を補うため、室町時代中期になると背部に背板（せいた、または「臆病板（おくびょういた）」とも呼ばれた）と呼ばれる部品が、主として高級な腹巻に付けられるようになる。
また、背板の登場以前には背部左右の押付板に付けた鐶に袖の緒を結び付けていたが、背板に袖の緒を結び付ける為の総角付の鐶（あげまきつきのかん）を取り付けるようになった。
初期の腹巻は本体のみで着用されていたため、袖や杏葉を取り付ける装置は無い。騎乗の上級武士が着用するようになると、兜や袖、杏葉、佩楯など、胴以外の部分を守る部品を具備して用いられるようになった。付属する兜は筋兜が多用された。
一般的に、胴の立挙は前後とも2段、長側4段、草摺は5 - 7間で、前面に1間、左右に2-3間が配置される。
草摺は南北朝時代に5間から7間に増え、室町時代に入って7間5段下りが定型化した。胴丸の草摺が偶数なのに対して、腹巻の草摺は奇数となっている。
鎌倉時代後期以降、燻革などで胴と草摺を包んだ韋包の物も多くなる。室町時代後期には板物や骨牌金（かるたがね）製の物も作られた。

## 主な遺物

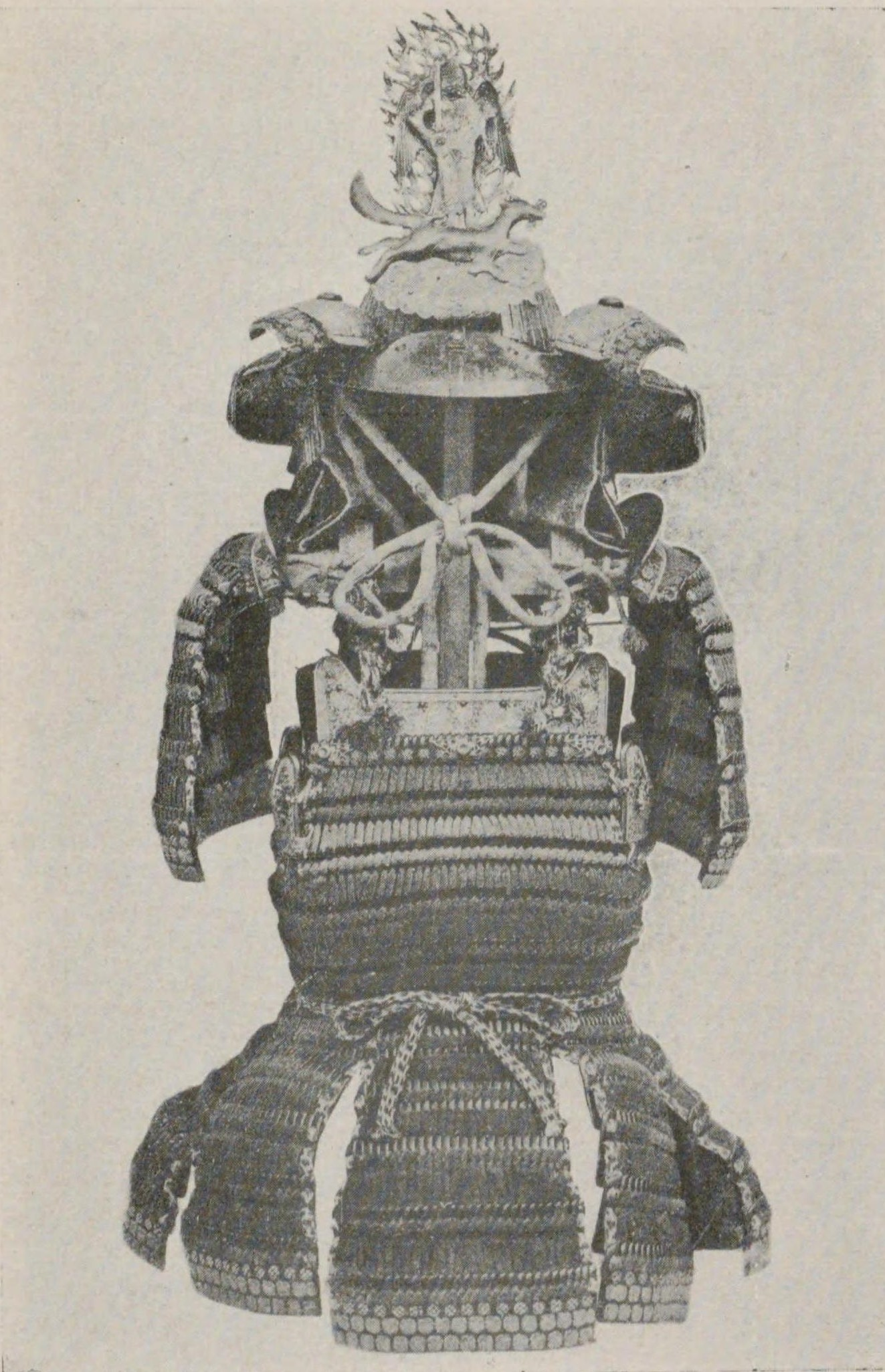
色々威腹巻（上杉神社所蔵）

- 色々威腹巻（上杉神社所蔵、伝上杉謙信所用、重要文化財）
- 色々威腹巻（吉水神社所蔵、伝源義経所用、重要文化財）
- 藍韋威腹巻（日御碕神社所蔵、伝名和長年寄進、重要文化財）
- 色々威腹巻（大山祇神社所蔵、重要文化財）
- 色々威腹巻（毛利博物館所蔵、伝毛利元就所用、重要文化財）